# オースティン・ガン
オースティン・ソップ（Austin Sopp, 1994年8月26日 - ）は、アメリカ合衆国フロリダ州オーランド出身のプロレスラー。AEWにてオースティン・ガン（Austin Gunn）のリングネームで所属。父のモンティ・ソップ、兄のコルテン・ソップも同じくAEW所属のプロレスラー。

## 得意技

### フィニッシュ・ホールド
クイック・ドロー
走り込んできた相手の左脇下に自分の右腕を差し込み、アームホイップで担ぎ上げると同時に上半身を捻りながら左手で頭部を抱え込んで、そのまま背中から倒れ込んで後頭部からマットに叩きつける変形ネックブリーカー。

### 合体技
3：10トゥー・ユマ
兄コルテン・ガンとの合体技。相手の体を宙に浮かせ、コルテンがバックドロップ、オースティンがネックブリーカーを同時に叩き込む。2007年公開の映画『3時10分、決断のとき』が技名の由来。

## 獲得タイトル
AEW
- AEW世界タッグチーム王座：1回

w / コルテン・ガン
- AEW世界トリオ王座：1回

w / コルテン・ガン、ジェイ・ホワイト
ニュー・サウス・レスリング
- ニュー・サウス・タッグチーム王座：1回

w / オースティン・ガン
ROH
- ROH世界6人タッグチーム王座：1回

w / コルテン・ガン、ジェイ・ホワイト